# Finanzmarkt

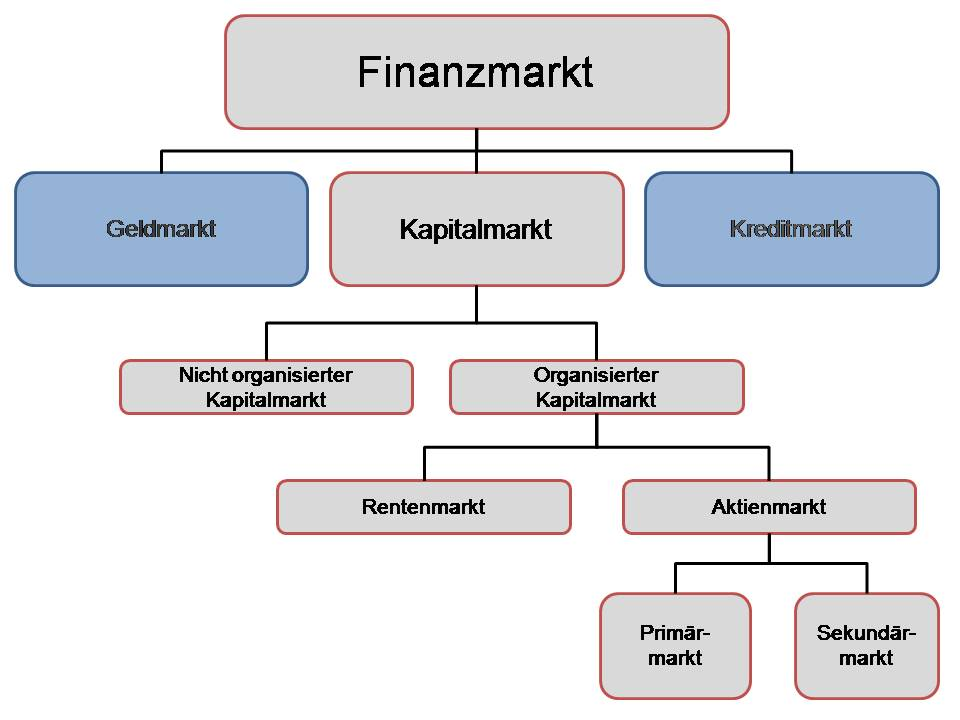
Abgrenzung zwischen Geld-, Kapital- und Kreditmarkt

Der Finanzmarkt ist ein Oberbegriff für Märkte, auf denen der Handel mit Finanzinstrumenten stattfindet. Komplementärbegriff ist der Gütermarkt.
Finanzmärkte gehören der Finanzwirtschaft an, Gütermärkte der Realwirtschaft. Beide stehen in einer komplementären Interdependenz zueinander, weil die Realwirtschaft nicht ohne das vom Finanzmarkt stammende Geld existieren kann und die Finanzmärkte auch realwirtschaftliche Einflüsse aufweisen wie etwa das Hedging aufgrund zu erwartender Rohstoffpreisveränderungen. Finanzmärkte lösen Zahlungsströme aus, welche teilweise für die Bezahlung der Güterströme auf den Gütermärkten bestimmt sind. 
Der Handel auf den Finanzmärkten findet durch Tausch der Finanzinstrumente gegen Geld oder durch Tausch von Finanzinstrumenten untereinander statt. Marktteilnehmer sind alle Wirtschaftssubjekte (Privathaushalte, Unternehmen und staatliche Stellen). Finanzmärkte bringen Kapitalnehmer und Kapitalgeber direkt oder aber indirekt über Finanzintermediäre zusammen. Als Marktpreise fungieren – je nach Art des Teilmarktes – Börsenkurse oder Zinsen.

## Arten
Der Finanzmarkt ist in vier Teilmärkte gegliedert, und zwar Geldmarkt, Kapitalmarkt, Kreditmarkt und Devisenmarkt. Erwin von Beckerath führte 1916 für Geld- und Kapitalmarkt (GKM) den gemeinschaftlichen Oberbegriff des Kreditmarktes ein.
| Markt        | Angebot        | Nachfrage        | Preis            |
| ------------ | -------------- | ---------------- | ---------------- |
| Geldmarkt    | Geldangebot    | Geldnachfrage    | Geldmarktzins    |
| Kapitalmarkt | Kapitalangebot | Kapitalnachfrage | Kapitalmarktzins |
| Kreditmarkt  | Kreditangebot  | Kreditnachfrage  | Kreditzins       |

Geld-, Kapital- und Kreditmarkt weisen untereinander starke Interdependenzen auf.

### Geldmarkt
Dem Geldangebot steht auf dem Geldmarkt die Geldnachfrage gegenüber. Handelsobjekte sind Tages- und Termingelder, Repo- und Leihegeschäfte, kurzfristige Wertpapiere (Geldmarktpapiere), Fazilitäten der Zentralbank (z. B. Hauptrefinanzierungsinstrument der EZB), Geldmarktderivate (Forward Rate Agreements, Overnight Index Swaps, Geldmarkt-Futures), Schatzanweisungen oder Wechsel. Der Preis auf dem Geldmarkt ist der Geldmarktzins. Der Geldmarkt unterscheidet sich vom Kapitalmarkt vor allem durch die Fristigkeit der Handelsobjekte. Diese Einteilung führte im Jahre 1909 der Ökonom Arthur Spiethoff ein. Sie betrifft auf dem Geldmarkt Laufzeiten oder Fälligkeiten von bis zu zwei Jahren, wobei die Abgrenzung unterschiedlich vorgenommen wird. Die mittlere Frist (2–4 Jahre) wird in der Fachliteratur teilweise noch dem Geldmarkt, teilweise jedoch dem Kapitalmarkt zugeordnet.

### Kapitalmarkt
Auf dem Kapitalmarkt werden diejenigen Finanzinstrumente gehandelt, welche nicht dem Geldmarkt zuzuordnen sind. Das betrifft Finanzinstrumente mit einer Laufzeit von mindestens 2 Jahren. Betrachtet man für den Geldmarkt jedoch nur den Interbankenhandel und die EZB, so wird der Handel am Kapitalmarkt noch durch mittelfristige Kredite (Lombard- und Kontokorrentkredite) und Geldmarktpapiere (Commercial Papers, Certificate of Deposits) der Kreditinstitute mit Nichtbanken ergänzt. Der nationale Kreditmarkt ist kaum organisiert und besitzt dadurch wenig Markttransparenz. Kredite sind sehr individuell und daher schwer handelbar. Der Kredithandel als Teilmarkt des Kreditmarktes versucht, durch Abtretungsklauseln bisher nicht übertragbare Kredite in Transferable Loan Facilities zu verwandeln.

### Devisenmarkt
Auf dem Devisenmarkt trifft das Devisenangebot auf die Devisennachfrage und wird zum ausgehandelten Devisenkurs getauscht. Der Tausch von Fremdwährungen in heimische Währung erfolgt ausschließlich durch Buchgeld. Hier gibt es zwei verschiedene Teilmärkte, einerseits die Ausführung des Geschäftes am Kassamarkt im sofortigen Tausch gegen die inländische Währung oder zum anderen als Devisentermingeschäft. Händler treten durch elektronische Handelssysteme miteinander in Kontakt, die auch eine schnelle Reaktion auf eingetretene Datenänderungen wie bei der Arbitrage ermöglichen. Devisengeschäfte werden ganz überwiegend außerbörslich ausgeführt.

### Kreditmarkt
Auf dem Kreditmarkt trifft das Kreditangebot auf die Kreditnachfrage, Marktpreis ist der Kreditzins, Handelsobjekt der Kredit und Marktvolumen das Kreditvolumen. Zweck des Kreditmarktes ist die Finanzierung des Umsatzbedarfs der Volkswirtschaft, die Deckung der Liquidität anderer Wirtschaftssubjekte (Unternehmen, Privathaushalte, Staat nebst Untergliederungen), Konsum- und Investitionsfinanzierung, Vorfinanzierung oder Zwischenfinanzierung. Nicht zum Kreditmarkt im engeren Sinn gehört der Rentenmarkt, auf dem in Anleihen verbriefte Kredite gehandelt werden.

## Funktionen
Der Finanzmarkt erfüllt die Losgrößen-, Fristen-, Risiko- und Publizitätstransformation.

### Losgrößentransformation
Eine Aufgabe der Finanzmärkte ist die Losgrößentransformation. Das bedeutet, dass wenn beispielsweise ein Marktteilnehmer eine relativ große Geldmenge nachfragt, diese sich aus kleineren Geldmengen der Anbieter zusammensetzt. Ein typisches Beispiel hierfür ist die Ansammlung vieler kleiner Sparbeträge, um damit große Investitionen zu finanzieren.

### Fristentransformation
Eine weitere Aufgabe der Finanzmärkte ist die Fristentransformation. Sie hat die Aufgabe, die Fristinteressen von Anbieter und Nachfrager aufeinander abzustimmen. Dabei gibt es zwei unterschiedliche Arten von Fristentransformation:
- Transformation bezogen auf die Kapitalbindungsfristen (auch Liquiditätsfristentransformation genannt): Die Bindungsdauer vom möglichen Kapital zur Verwendung und investiertem Kapital unterscheiden sich.
- Transformation bezogen auf die Zinsbindungsfristen: Der Zeitraum, für den die Zinsen des zur Verfügung stehenden Kapitals bestimmt sind, unterscheidet sich von der Zinsbindungsdauer des investierten Kapitals. Daraus können Zinsänderungsrisiken resultieren.

### Risikotransformation
Ihre Aufgabe ist es, die unterschiedlichen Risikobereitschaften von Anbietern und Nachfragern auf dem Kapitalmarkt in Übereinstimmung zu bringen.
Möglichkeiten dieser Art der Transformation sind:
- Risikoreduktion: Dies geschieht dadurch, dass mehrere einzelne Kapitalnehmer zusammengefasst werden und das vorhandene Risiko auf sie, unabhängig voneinander, verteilt wird. Die Reduktion wird dadurch ermöglicht, dass der Kapitalnehmer diverse Verträge hält oder neue Verträge durch die Zusammenfassung von Zahlungsverpflichtungen erstellt.
- Risikoaufspaltung: Damit ist die Aufspaltung in anders aufgebaute Verträge gemeint. Die Bedürfnisse von Kapitalnehmer und den Marktteilnehmern werden dabei in Einklang gebracht.[8]

### Publizitätstransformation
Die vierte und somit letzte Aufgabe von Finanzmärkten ist die Publizitätstransformation. Als Publizitätstransformation wird die Informationsverarbeitung der Kreditinstitute bezeichnet, welche die umfangreichen Informationen über die Kreditwürdigkeit ihrer Kreditnehmer im Rahmen professioneller Finanzanalysen verarbeiten, so dass sich der Anleger auf die Bonität des Kreditinstituts verlassen kann. Das bedeutet, dass Kapitalanbieter und -nachfrager nie in persönlichen Kontakt treten. Eine Offenlegungspflicht der Kreditnehmer besteht nur gegenüber Kreditinstituten.

### Allgemeine Marktfunktionen
Außerdem erfüllt der Finanzmarkt noch diese allgemeinen Marktfunktionen:
- Allokationsfunktion: Darunter versteht man die Zuordnung knapper Ressourcen (Zeit, Rohstoffe, Arbeit etc.) zum Produktionsprozess von Gütern, wobei die Maxime gilt, ein optimales Produkt bei minimalem Einsatz herzustellen.
- Koordinationsfunktion: Dadurch, dass Finanzmärkte den Kapitalgebern und Kapitalnehmern ein Forum für ihre Tätigkeiten bieten, erfolgt eine zeitliche und örtliche Koordination dieser Vorgänge.
- Auswahlfunktion: Sie beschreibt vom Markt erlassene Zugangsbeschränkungen, sodass sich am Markt nur die richtigen Akteure treffen. Unter anderem wird in Finanzmärkten die Bonität der einzelnen Marktteilnehmer überprüft.[10]

## Marktstrukturen
Allgemein
Sämtliche klassischen volkswirtschaftlichen Produktionsfaktoren werden auf Faktormärkten gehandelt, und zwar die Arbeit auf dem Arbeitsmarkt, der Boden auf dem Immobilienmarkt, Geld auf dem Geldmarkt, das Kapital auf dem Kapitalmarkt und Kredite auf dem Kreditmarkt:
| Markt           | Angebot                                                        | Nachfrage        | Preis                                       |
| --------------- | -------------------------------------------------------------- | ---------------- | ------------------------------------------- |
| Arbeitsmarkt    | Arbeitsnachfrage                                               | Arbeitsangebot   | Arbeitsentgelt                              |
| Gütermarkt      | Güterangebot                                                   | Güternachfrage   | Marktpreis                                  |
| Geldmarkt       | Geldangebot                                                    | Geldnachfrage    | Geldmarktzins                               |
| Kapitalmarkt    | Kapitalangebot                                                 | Kapitalnachfrage | Kapitalmarktzins                            |
| Kreditmarkt     | Kreditangebot                                                  | Kreditnachfrage  | Kreditzins                                  |
| Immobilienmarkt | Angebot an Wohn- und Gewerbeimmobilien, Agrar- und Waldflächen | Nachfrage        | Kaufpreis/Immobiliarmiete/ Bodenrente/Pacht |

Während Arbeits- und Bodenangebot stark von Natureinflüssen abhängen (Witterung, Bodenbeschaffenheit), wird das Geld-, Kapital- und Kreditangebot ausschließlich von wirtschaftlichen Erwägungen beeinflusst. Ein Marktsegment des Kreditmarkts bildet der Kredithandel, der meist zwischen Kreditinstituten stattfindet.

## Auswirkungen von Finanzkrisen auf die Realwirtschaft
Die Realwirtschaft ist Komplementor der Finanzwirtschaft, weil letztere Wertschöpfungsinfrastruktur bereitstellt. Allerdings stammt etwa 95 % der Wertschöpfung aus der Realwirtschaft. Die komplementäre Interdependenz zwischen Finanz- und Realwirtschaft wird häufig zur Erklärung von Finanzkrisen herangezogen. Die Finanzkrise ab 2007 ist hauptsächlich durch fehlendes oder fehlerhaftes Risikomanagement innerhalb der Finanzwirtschaft entstanden. Diese Krise wirkte sich durch ein Spillover auf die Realwirtschaft aus. Dabei wird in der Volkswirtschaftslehre auf die Ungleichgewichte von Real- und Finanzwirtschaft hingewiesen. War noch um 1980 die weltweite Realwirtschaft der Finanzwirtschaft quantitativ mit 2:1 überlegen, so ist sie heute mit 1:3,5 deutlich unterlegen. Diese erhebliche Disproportionalität drückt Risikopotenziale aus und zeigt, dass Geldkapital im Überfluss vorhanden ist. Während zwischen 1872 und 1950 die Risikoprämien in Realwirtschaft und Finanzwirtschaft annähernd übereinstimmten (4,17 % bzw. 4,40 %), drifteten sie zwischen 1951 und 2000 deutlich auseinander (2,55 % bzw. 7,43 %). Dies deutet auf zunehmende Marktrisiken in der Finanzwirtschaft hin. Das Marktrisiko besteht bei diesem Ungleichgewicht vor allem in einem Overshooting (Überschießen) mit der Folge spekulativ verstärkter Spekulationsblasen, die so lange andauern, bis sich in der langsameren Realwirtschaft das neue Gleichgewicht eingestellt hat. Um diese Risiken zu vermindern, soll eine national und supranational aufgestellte Finanzmarktaufsicht zur Marktregulierung der Finanzmärkte beitragen.